# Eiga! Tamagotchi - Uchū ichi happy na monogatari!?
Eiga! Tamagotchi - Uchū ichi happy na monogatari!? (映画！たまごっち うちゅーいちハッピーな物語！？? lett. "Tamagotchi - Il film! - La storia più felice nell'universo!?") è un film d'animazione del 2008 diretto da Jôji Shimura.
Si tratta di un kodomo giapponese ispirato al gioco Tamagotchi. Il film è uscito nei cinema giapponesi il 20 dicembre 2008 e in DVD il 26 giugno 2009.

## Distribuzione
- Giappone: 20 dicembre 2008 (cinematografica), 26 giugno 2009 (DVD)
- Francia: 17 febbraio 2010 (cinematografica)
- Taiwan e Hong Kong: estate 2011 (cinematografica)
- Corea del sud: 2016 (su Cartoon Network)

### Doppiatori
| Personaggio  | Versione Giapponese |
| ------------ | ------------------- |
| Mametchi     | Rie Kugimiya        |
| Chamametchi  | Yūko Gibu           |
| Memetchi     | Ryōka Yuzuki        |
| Kuchipatchi  | Asami Yaguchi       |
| Kikitchi     | Junko Takeuchi      |
| Hapihapitchi | Satomi Kōrogi       |
| Shiawasenyo  | Daisuke Sakaguchi   |

## Merchandising, videogiochi e promozione cinematografica
Uscì in Giappone un gioco arcade della serie Bandai Datacarddass che ha alcuni elementi del film, dal titolo Tamagotchi to fushigi na ehon (たまごっちとふしぎな絵本, lett. i Tamagotchi e i misteriosi libri illustrati), nel marzo 2008.
Il gioco non è una vera trasportazione videoludica del film (in quanto è uscito nove mesi prima di quest'ultimo e due mesi prima dell'annuncio della sua uscita), ma ha il concetto della libreria volante degli Otogitchi ei libri magici in cui puoi entrare nella storia.I livelli sono per la maggior parte ispirati a libri fiabeschi.
Un altro videogioco, intitolato Tamagotchi no Kira Kira Omisecchi, per Nintendo DS, uscì un mese prima del film. Il gioco fa parte della serie Tamagotchi Corner Shop ed è uscito solo in Giappone, un anno dopo Tamagotchi Corner Shop 3, anche se non lo rende Corner Shop 4 (in giapponese la serie originale Corner Shop è conosciuta come Puchi Puchi Omisecchi, il quarto gioco ad averlo nel titolo è Choricchi!Tamagotchi no Puchi Puchi Omisecchi, per Nintendo 3DS uscito nell'aprile 2012, e lo rende ufficialmente Corner Shop 4).
Nel gioco puoi scegliere un Tamagotchi come partner e gestire vari negozi a Celebria, locazione del Pianeta Tamagotchi presente anche nel film. È un enorme parco gestito dai genitori di Kikitchi, personaggio lanciato nel brand all'inizio del 2008 e uno dei personaggi principale del film.
Per il lancio cinematografico del film se andavi al cinema potevi ricevere una card speciale con una silhouette forata del viso di Hapihapitchi per il gioco Tamagotchi to fushigi na ehon.
Questa card permette di giocare nel ruolo di Hapihapitchi, inoltre ricalcando il viso con lo stilo poggiando la card sul touch screen del Nintendo DS con Tamagotchi no Kira Kira Omisecchi è possibile sbloccare un contenuto speciale per il gioco.
Dal 7 novembre 2008 i McDonald's giapponesi iniziarono a promuovere i Tamagotchi e il loro nuovo film con dei giocattoli nei loro Happy Meal.I giocattoli sono in totale 6, e in vari giorni venivano accompagnati da un regalo extra, dall'8 al 9 novembre con un DVD con un corto anime, e dal 15 al 16 sempre dello stesso mese un poster di Tamagotchi Town.
Circa un mese prima dell'uscita del film uscì il Tamagotchi Plus Color, il primo modello di Tamagotchi ad avere uno schermo a colori.
Ha avuto 3 successori: L'iD (2009), l'iD L (2011) e il P's (2012).

## Sequel annullato
La OLM annunciò un sequel AnimeNation Anime News Blog  » Blog Archive   » Third Tamagotchi Movie Announced per il film ancora prima del suo debutto cinematografico. Tuttavia lo studio cancellò l'idea per produrre invece una serie anime, intitolata Tamagotchi!, uscita in Giappone nell'ottobre 2009.